# 豌豆蚜
豌豆蚜（学名：Acyrthosiphon pisum）为常蚜科無網蚜屬下的一个种。